# سيرو سينا جونيور
سيرو سينا جونيور هو لاعب كرة قدم برازيلي في مركز الدفاع، ولد في 8 يونيو 1982 في São João da Barra ‏ في البرازيل. لعب مع غويتاكاس وموريرينسي ونادي أمريكا ونادي أميريكانو ونادي أيه بي سي ونادي إيتوانو ونادي بوا إيسبورت ونادي غاما ونادي فاسكو دا غاما ونادي فورتاليزا ونادي كاشياس دو سول.